# Neocaridina anhuiensis
Neocaridina anhuiensis is een garnalensoort uit de familie van de Atyidae. De wetenschappelijke naam van de soort is voor het eerst geldig gepubliceerd in 1984 door Liang, Zhu & Xiong.